# Menkaure
Menkaure, més conegut per Micerí del grec Micerinos, fou un faraó de la dinastia IV de l'antic Egipte que va governar des de vers el 2430 al 2410 aC.
El seu nom d'Horus fou Ka o Kakhet o Hornub, el seu nom Nebti fou Ka o Kanebti o Menkara o Menkaure; el seu nom d'Horus d'or fou Neterbiknebu o Neternebuneter; i el seu nom de Sa Ra fou Menkara o Menkaure. Manethó l'esmenta com a Mykerinos. Altres transcripcions del seu nom són: Her, Ka, Kakhe, Kaket, Kakhet, Khakhet, Ke, Kekhet, Kekures, Menkheres, Menkare, Menkaura, Menkhara, Menkhare, Menkhaura, Menkure, Minqaus, Micerinus, Mikeri i Mikerinos.
Va succeir al faraó Bakka o Baufre, que podria haver estat el seu cosí o el seu oncle. El seu període de regnat fou d'uns 18 anys segons el papir de Torí, cosa que sembla correspondre a les troballes arqueològiques. La pedra de Palerm diu que va fer l'onzè cens dels ramats, cosa que voldria dir que el seu regnat fou d'almenys 20 anys, probablement vers 22. L'estimació de 63 anys donada per Manethó és exagerada.
El seu pare fou Khefren i la seva mare la reina Khamerernebti I. Es va casar amb Khamerernebti II, que seria sa germanastra. Fill comú fou Khunre o Khuenre, que va morir jove. Va tenir almenys altres dues dones, amb una de les quals va néixer el successor Shepseskaf, i amb l'altra a una filla anomenada Khentkawes, suposada mare d'Userkaf, fundador de la dinastia cinquena. Un possible príncep, de nom Sekhemre, podria haver estat també fill de Menkaure.
L'esmenta com a rei el papir de Torí, però no el fa successor directe del pare. Una inscripció de l'Imperi mitjà al Wadi Hammamat inclou els noms dels faraons: Khufu, Djedefre, Khafre, Hordedef i Baufre, i deia que Hordedef i Baufre van regnar després de Khafre. L'enigma encara no està ben resolt pel que fa a Hordedef, mentre que Baufre, efectivament, seria un faraó posterior a Khafre i anterior a Menkaure.
Dels texts de l'època, se sap que els alts oficials disposaven de molts privilegis (més que mai). A les tombes dels oficials, s'han trobat moltes estàtues amb inscripcions i també algunes de gravades a la pedra. A la tomba de l'oficial Debhen, una inscripció esmenta l'amabilitat de Menkaure, i que li va demanar permís per bastir la seva tomba prop de la del rei, i aquest li va concedir el permís i, fins i tot, li va donar algunes pedres de la pedrera reial de Tura; també descriu com el rei es va parar pel camí i va inspeccionar les altres piràmides, i llavors esmenta el nom de la piràmide de Hr (Her), que podria ser el nom del lloc on es van bastir; el nom Hr també apareix a la tomba a Giza d'un funcionari anomenat Urkhuu, encarregat d'un terreny pertanyent a la "piràmide de Hr".
També se sap que Menkaure va obrir el palau reial als fills dels alts oficials, que van ser criats junt amb els propis fills o familiars més directes del rei. El palau reial sembla que estava situat prop de la piràmide.
Va explotar les pedreres d'Assuan i va dirigir alguna expedició al Sinaí.
El nom de Menkaure fou trobat també en escarabats de la dinastia XXVI.
Un total de sis estàtues de Menkaure foren trobades per l'arqueòleg americà Reisner el 1910, entre aquestes una estàtua del faraó amb una reina que se suposa que podria ser Khamerernebti II perquè és l'única reina que es coneix, però sembla que hi va haver altres dones i podria ser una d'elles. Altres peces del faraó són un bust d'alabastre i parts de quatre estàtues més es van trobar el 1908 a la vall del Temple.
Es coneixen dues inscripcions trobades al seu complex funerari: un decret amb el nom d'Horus de Merenre (de la dinastia VI), que establia que la vall del Temple va estar en ús fins a la final de l'antic Regne; i un decret de Pepi II, en què es donaven privilegis als sacerdots de la piràmide de Menkaure (que, suposadament, eren els encarregats de mantenir el culte del faraó).
Heròdot diu que era fill de Khufu i que un oracle de Buto va predir a Menkaure que moriria sobtadament al cap de 6 anys de regnat i, per això, el faraó va començar a beure molt i a gaudir al màxim de la vida, però després va viure i regnar 12 anys; també esmenta que la seva filla es va suïcidar en vida del pare i que fou enterrada en un taüt de fusta que encara es conservava al seu temps. En general, segons Heròdot, fou un sobirà més estimat que el seu pare i el seu avi.
Va construir com a monument funerari la piràmide que porta el seu nom, piràmide de Micerí, però la va batejar com a "Menkaure és diví". La piràmide és menys gran que la del seu pare i avi, i està encaixonada entre 16 capes de granit. Volia també cobrir-la de granit, però va morir abans de fer-ho. El complex fou acabat pel seu fill Shepseskaf. Al conjunt, hi havia temples, capelles, cases per sacerdots, un palau i altres edificis, però més tard, segurament en el primer període entremig. Uns anys després, es va establir el culte a Menkaure i s'hi van fer afegits als temples durant les dinasties V i VI. A la piràmide, diu que va morir el dia 23 del mes quart de l'estiu, però la inscripció fou feta en temps de Khaemwas, fill de Ramsès II. El nom del faraó fou trobat pintat a la cambra d'enterrament d'una de les piràmides subsidiàries. Hi havia un sarcòfag, però l'esquelet era d'una dona jove. Aquest sarcòfag es va enfonsar a la mar el 13 d'octubre de 1838, quan era transportat pel Mediterrani. Es conserva la tapa de fusta del taüt, que porta el nom i títols del faraó. El complex fou dedicat als déus Re, Hathor i Horus. L'historiador Al-Makrizi, segles després, va donar a la piràmide el nom de piràmide roja, pel granit d'aquest color.
Fou deïficat després de la seva mort. El seu successor fou el seu fill Shepseskaf.